# 半田圭史
半田圭史（はんだ けいし、1977年7月1日 - ）は、秋田県横手市出身のバスケットボール選手である。ポジションはポイントガード。173cm、71kg。A型。

## 来歴
バスケの名門・秋田県立能代工高で1年次からベンチ入りし、3年連続インターハイ優勝、3年次にはウィンターカップ優勝と全国4冠に輝いた。
卒業後は、専修大学を経て2000年、日立サンロッカーズに入団。
2002年アジア大会日本代表にも選出された。
2004年、トヨタ自動車アルバルクに移籍。2005-06、2006-07のスーパーリーグ連覇、2007年のオールジャパン初優勝に貢献した。2009年に退団。
2009年の月9ドラマ「ブザービート」のバスケ指導も行っている。

## 経歴
- 沼館小学校 - 雄物川中学校 - 能代工業高校 - 専修大学 - 日立（2000年～2004年） - トヨタ自動車（2004年～2009年）

## 日本代表歴
- 第21回ユニバーシアード
- 2002アジア大会

## リンク
半田圭史オフィシャルブログ